# Třída Gal
Třída Gal (hebrejsky: גל) byla třída dieselelektrických ponorek izraelského námořnictva. Přestože to byly vylepšené německé pobřežní ponorky typu 206, z politických důvodů byly postaveny ve Velké Británii. Celkem byly postaveny tři jednotky této třídy. Ve službě byly v letech 1976–1999. Ve službě je nahradila třída Dolphin.

## Stavba
Tři ponorky třídy Gal byly objednány v roce 1972 jako náhrada zastaralých britských oceánských ponorek třídy T, pocházejících z doby druhé světové války. Představovaly upravenou verzi německého pobřežního typu 206. Jejich stavbou byla pověřena britská loděnice Vickers v Barrow-in-Furness. Do služby byla celá trojice přijata v letech 1976–1977. 
Jednotky třídy Gal:
| Jméno | Zahájení stavby | Spuštěna         | Vstup do služby   | Status         |
| ----- | --------------- | ---------------- | ----------------- | -------------- |
| Gal   | 1973            | 2. prosince 1975 | prosinec 1976     | Vyřazena 1999. |
| Tanin | 1974            | 25. října 1976   | červen 1977       | Vyřazena 1999. |
| Lahav | 1975            | 8. května 1977   | 18. prosince 1977 | Vyřazena 1999. |

## Konstrukce

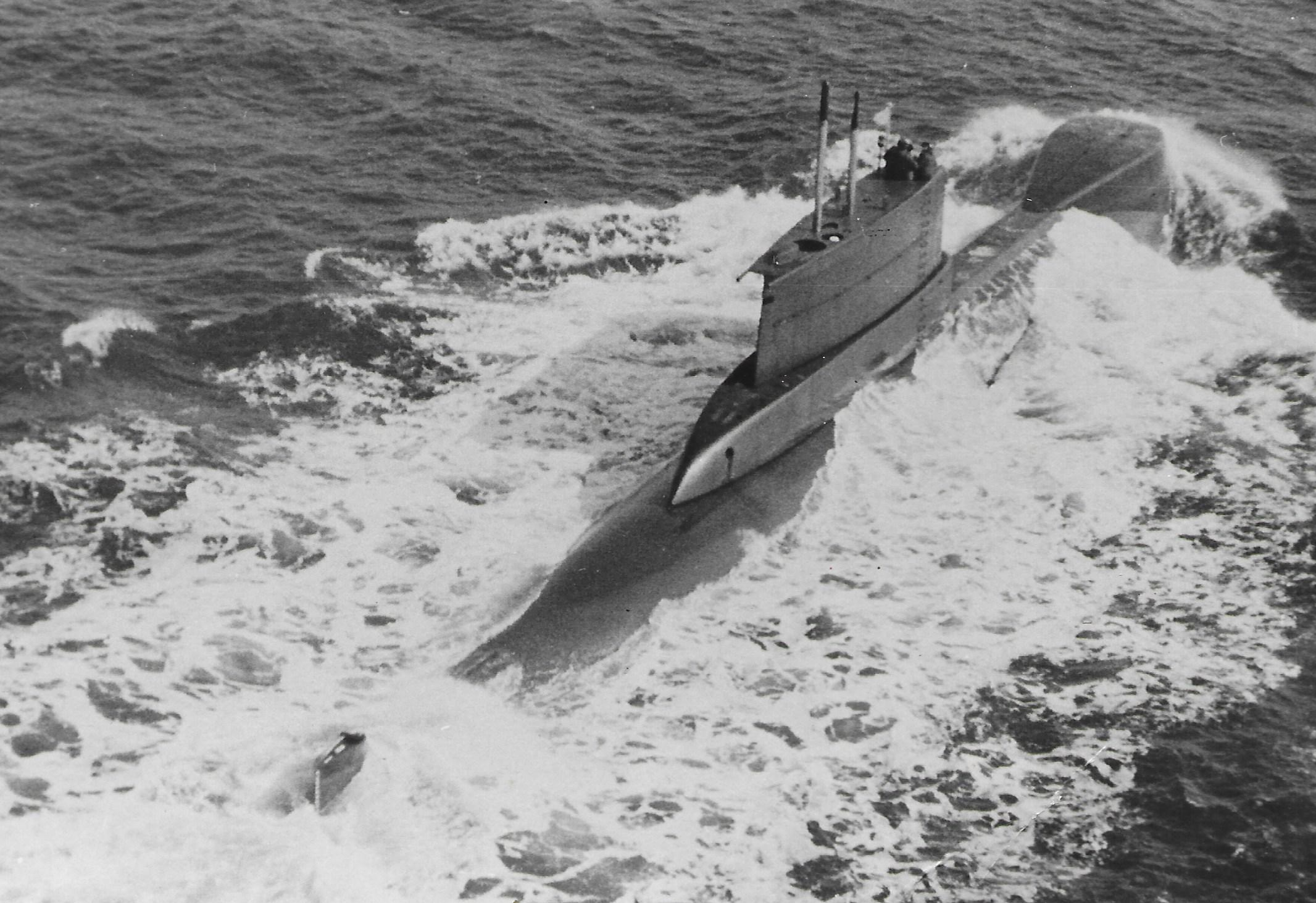
Tanin

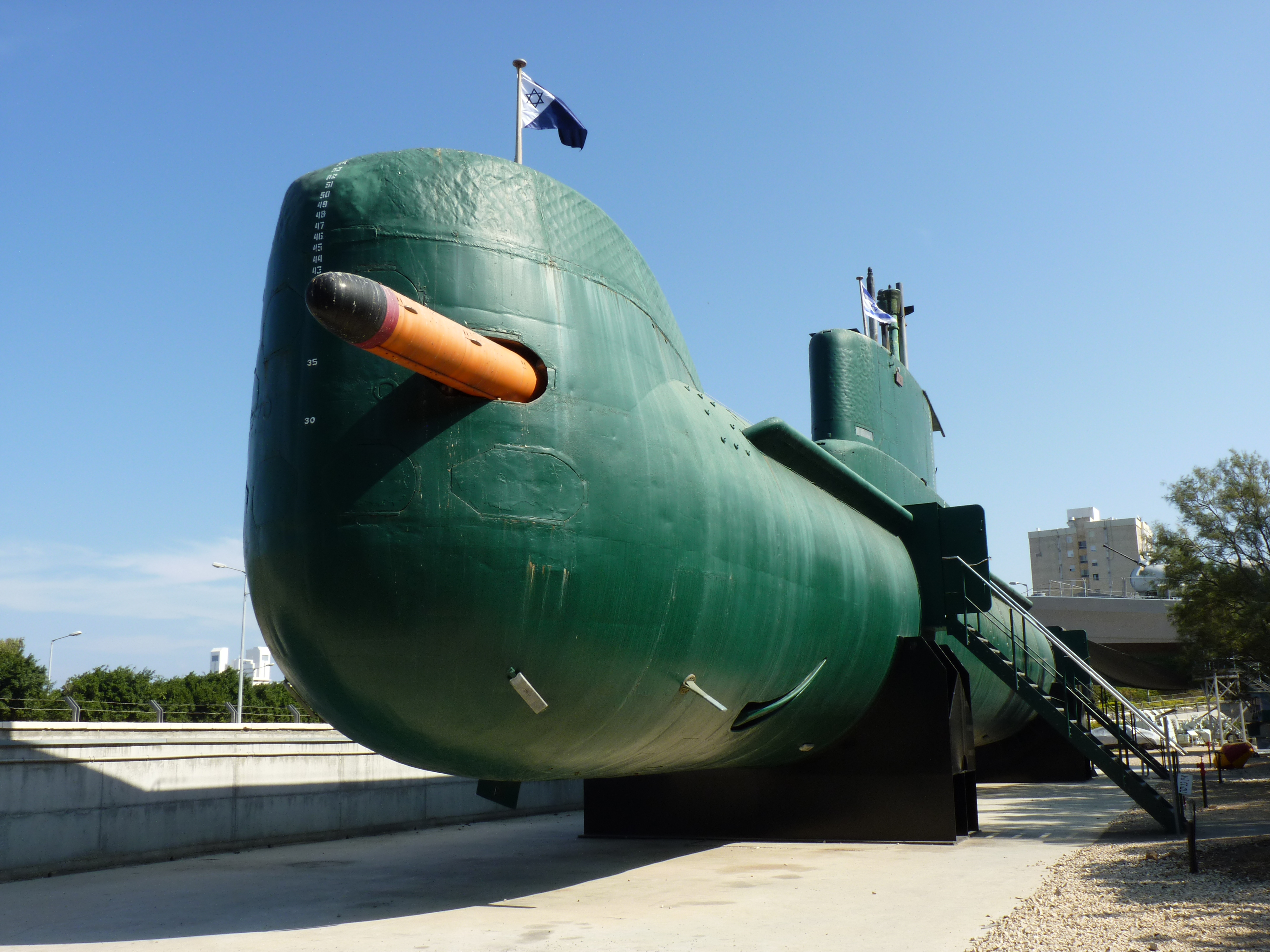
Vyřazená ponorka Gal

Oproti svému německému vzoru měly tyto ponorky o 100 tun větší výtlak. Byly vybaveny nejmodernější elektronikou a senzory. Mimo jiné to byl bojový řídící systém TIOS, radar a sonarový komplex Plessey. Vyzbrojeny byly osmi příďovými 533mm torpédomety. Neseno bylo deset torpéd Mk.37.  Pohonný systém tvořily dva dieselové motory MTU 12V493 TY60 o výkonu 1200 hp a elektromotor AEG o výkonu 1800 hp. Energii uchovávaly tři sady baterií. Nejvyšší rychlost pod hladinou byla 17 uzlů a na hladině 11 uzlů. Dosah byl 4500 námořních mil při rychlosti pět uzlů při použití schnorchelu a 200 námořních mil při rychlosti pět uzlů s využitím elektromotoru.

### Modifikace
Roku 1983 byly do výzbroje ponorky integrovány protilodní střely Sub-Harpoon. Vypouštěny byly z torpédometů. Roku 1988 původní torpéda Mk.37 nahradila torpéda NT-37E.